# Jean-Claude Delafon
 (octobre 2015).
Pour les articles homonymes, voir Delafon.
Jean-Claude Delafon, né le 30 janvier 1918 à Paris et mort le 26 août 2011 à Argenteuil, est un militaire et chef d'entreprise français.

## Biographie
Il est le fils de Bernard Delafon, notaire à Paris, et de son épouse Lucienne née Herscher.
Pendant la Première Guerre mondiale, son père est mobilisé sur le front et reçoit la croix de guerre. La famille de Jean-Claude Delafon quitte Paris menacé par les tirs de la grosse Bertha pour se réfugier à Saulieu chez l'arrière-grand-père maternel, Émile Boire, centralien, industriel, qui y acheta une résidence en 1886.
La guerre terminée, la famille regagne Paris et Jean-Claude Delafon suit des études au lycée Condorcet. Hésitant entre le notariat, profession des Delafon, ou l'ingénierie, il décide d'embrasser une carrière militaire et prépare l'École militaire de Saint-Cyr, où il est reçu en 1939, voulant suivre l'exemple de son père qui fut grièvement blessé lors de la Grande guerre en 1916.
L'Armistice signé, sa promotion L'Amitié franco-britannique est rapatriée en zone libre à Aix-en-Provence. Il est affecté au printemps de 1941 à proximité d'Oujda au 5e régiment de tirailleurs marocains (5e RTM). Il gardera un excellent souvenir des deux années qu'il va passer là au milieu des populations autochtones qu'il trouve attachantes.
Durant une permission en janvier 1942, il épouse Nicole Renouard, sœur de Jean-Pierre Renouard et petite-fille de Georges Patinot. Ils auront quatre enfants.
En novembre 1943 la 2e division d'infanterie marocaine, commandée par le général Juin, débarque à Naples. La campagne d'Italie va s'avérer particulièrement difficile. Delafon, devenu lieutenant, va s'illustrer à la tête de ses hommes et sera cité par deux fois à l'ordre de l'armée (Pentano et Cerasola), et a l'honneur d'être désigné porte-drapeau lors de la reprise du palais Farnèse à Rome.
Il est rattaché à la 1re armée (France 1944-1945) du général de Lattre de Tassigny et participe en septembre 1944 à la libération de Saint-Tropez. Il participe ensuite à la campagne de France et reçoit des mains du général de Gaulle la Légion d'honneur. Il fait la campagne d'Allemagne et se trouve à Jungholz en Autriche lorsque l'armistice est conclu. Nommé instructeur à Coëtquidan pour une courte période, il rejoint la mission militaire française à Londres avant d'être nommé aide de camp du général de Lattre de Tassigny en 1947. Il décide de rentrer à la vie civile en devenant chef d'entreprise : il entre dans le groupe Japy puis rejoint Thomson-CSF.
En 1957, il devient directeur général de l'orfèvrerie Christofle. En 1963, il intègre le groupe Rank Xerox. À partir de 1973, il partagera ses responsabilités entre Rank Xerox France et Rank Xerox Limited, la maison mère. Il prend sa retraite en 1978.
Il devient alors président directeur général de l'Institut du développement économique de la Bourgogne (IDEB). Il exerce différentes responsabilités au sein des associations d'anciens combattants (5e RTM, Rhin et Danube), président de l'Association des Saint-Cyriens rendus à la vie civile (ASCVIC).
Le 30 juin 2004, il est invité à faire partie des personnalités ayant à allumer un sapin à l'occasion de la crémation des trois sapins de Thann en compagnie de Mgr Kratz, évêque auxiliaire de Strasbourg, et de Jean-Pierre Moga, maire de Tonneins.

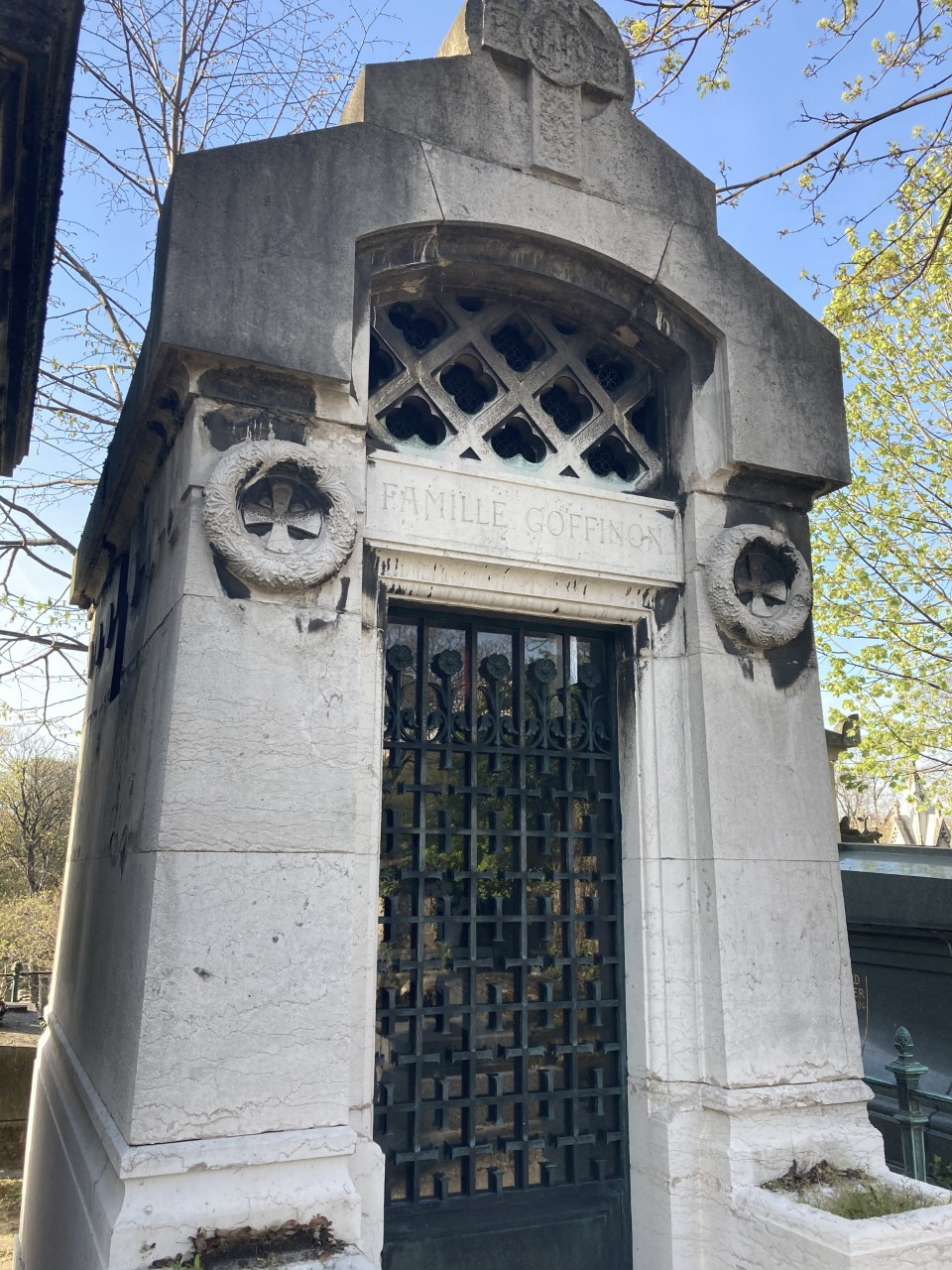
Chapelle familiale au cimetière de Montmartre (division 21).

Il faisait partie de l'Académie du Morvan. Le conseil d'administration de l'Académie décide à l'unanimité, le 6 août 2011, de le nommer membre d'honneur, mais il meurt le 26 août 2011, sept mois après son épouse à l'hôpital Victor Dupuis d'Argenteuil. Les funérailles ont lieu à l'église Saint-Pierre de Neuilly-sur-Seine, sa paroisse, et il est inhumé dans le caveau de famille à Paris au cimetière de Montmartre (division 21).

## Grades
- 1941 : sous-lieutenant ;
- 1943 : lieutenant ;
- 1945 : capitaine ;
- 1946 : colonel.

## Décorations
- 1944 : croix de guerre 1939-1945 avec 4 citations et une étoile d'argent ;
- 1944 : deux citations à l'ordre de l'Armée : Pentano et Cerasola ;
- 1944 : juin, porte-drapeau lors de la reprise du palais Farnèse à Rome ;
- 1944 : quatrième citation à l'ordre de l'Armée pour les libérations de Montbéliard et Thann ;
- 1945 : officier de la Légion d'honneur, décoré par le général de Gaulle en février[5] ;
- 1945 : US Silver Star.

## Publications
- « Fanion de la 9e Compagnie du 5e RTM », in Revue de l'Association des Amis du musée de l'Infanterie, no 54, 1er semestre 2008, p. 30.
- « La garde au drapeau du 5e RTM », in Revue de l'Association des Amis du Musée de l'Infanterie, no 54, 1er semestre 2008, p. 32.